# Wiedemannia
Wiedemannia är ett släkte av tvåvingar som ingår i familjen dansflugor.

## Artlista[1][2]
- Wiedemannia aequilobata
- Wiedemannia aerea
- Wiedemannia alpina
- Wiedemannia andreevi
- Wiedemannia angelieri
- Wiedemannia apicalis
- Wiedemannia aquilex
- Wiedemannia ariadne
- Wiedemannia ariolae
- Wiedemannia armata
- Wiedemannia arvernensis
- Wiedemannia austriaca
- Wiedemannia azurea
- Wiedemannia balkanica
- Wiedemannia beckeri
- Wiedemannia berthelemyi
- Wiedemannia bicolorata
- Wiedemannia bicuspidata
- Wiedemannia bifida
- Wiedemannia bilobata
- Wiedemannia bistigma
- Wiedemannia bohemani
- Wiedemannia braueri
- Wiedemannia bravonae
- Wiedemannia brevilamelata
- Wiedemannia carpathia
- Wiedemannia caucasica
- Wiedemannia chvalai
- Wiedemannia chvali
- Wiedemannia comata
- Wiedemannia corsicana
- Wiedemannia czernyi
- Wiedemannia debilis
- Wiedemannia digitata
- Wiedemannia digna
- Wiedemannia dinarica
- Wiedemannia dyonysica
- Wiedemannia edendalensis
- Wiedemannia erminea
- Wiedemannia escheri
- Wiedemannia falcifera
- Wiedemannia fallaciosa
- Wiedemannia foliacea
- Wiedemannia glacicola
- Wiedemannia gorongoza
- Wiedemannia graeca
- Wiedemannia gubernans
- Wiedemannia hastata
- Wiedemannia hughesi
- Wiedemannia hygrobia
- Wiedemannia impudica
- Wiedemannia insularis
- Wiedemannia jadzewskii
- Wiedemannia jakubi
- Wiedemannia kacanskae
- Wiedemannia kallistes
- Wiedemannia kenyae
- Wiedemannia klausnitzeri
- Wiedemannia koeppeni
- Wiedemannia kroatica
- Wiedemannia lagunae
- Wiedemannia lamellata
- Wiedemannia lepida
- Wiedemannia litardierei
- Wiedemannia longicornis
- Wiedemannia lota
- Wiedemannia martini
- Wiedemannia mauersbergeri
- Wiedemannia maxima
- Wiedemannia medjahedica
- Wiedemannia mgounica
- Wiedemannia microstigma
- Wiedemannia mikiana
- Wiedemannia mirousei
- Wiedemannia nevadensis
- Wiedemannia oldenbergi
- Wiedemannia oredonensis
- Wiedemannia orientalis
- Wiedemannia ornata
- Wiedemannia oxystoma
- Wiedemannia phantasma
- Wiedemannia pieninensis
- Wiedemannia pohoriana
- Wiedemannia pseudovaillanti
- Wiedemannia pyrenaica
- Wiedemannia quercifolia
- Wiedemannia queyarasiana
- Wiedemannia reducta
- Wiedemannia rhynchops
- Wiedemannia rivulorum
- Wiedemannia rudebecki
- Wiedemannia rufipes
- Wiedemannia similis
- Wiedemannia simplex
- Wiedemannia sorex
- Wiedemannia stylifera
- Wiedemannia submarina
- Wiedemannia syriaca
- Wiedemannia thienemanni
- Wiedemannia thomasi
- Wiedemannia tiburica
- Wiedemannia tricuspidata
- Wiedemannia uncinata
- Wiedemannia undulata
- Wiedemannia wachtli
- Wiedemannia vaillanti
- Wiedemannia veletica
- Wiedemannia vexillum
- Wiedemannia zetterstedti
- Wiedemannia zwicki